# Ллойд, Дэнни
Дэнни Ллойд (англ. Danny Lloyd); род. 1 января 1973, Чикаго, Иллинойс, США) — американский актёр, прославившийся своей дебютной ролью Дэнни Торранса в фильме «Сияние» (1980).

## Биография
Родился в семье железнодорожника. У него есть старший брат Майкл. Когда ему было 4 года, отец услышал по радио объявление о поиске для прослушивания ребёнка в возрасте 5-7 лет без наличия актёрского опыта. По словам Ллойда, его отец решил послать его фотографию на пробы, потому что Ллойд был очень энергичным и всегда старался привлечь внимание. После где-то шести прослушиваний Ллойд был выбран из пяти тысяч кандидатов со всего Среднего Запада. Мальчик понравился Кубрику тем, что мог долго не выходить из заданного образа. До него на роль Дэнни претендовал мальчик из «Близкие контакты третьей степени» Кэри Гуффи, но его родители отказались давать согласие, едва ознакомившись со сценарием. Во время съёмок Кубрик делал всё возможное, чтобы Дэнни не догадался, что снимается в фильме ужасов, и поэтому он внушил ему, что «Сияние» — это просто небольшая психологическая драма. Ллойд впервые увидел фильм целиком только когда ему было 16 лет, однако он не испытал никакого страха.
Дэнни Торренс стал его единственной заметной ролью в кино. После «Сияния» он сыграл в биографическом телефильме Will: G. Gordon Liddy (1982) про Гордона Лидди, который провёл 54 месяца в тюрьме после Уотергейтского скандала. Дэнни сыграл Лидди в детстве.
Хотя он был заинтересован в продолжении актёрской карьеры, в дальнейшем все его пробы оказывались неудачными. Окончательно Ллойд оставил попытку продолжать кинокарьеру, когда ему было примерно 14 лет. В 2007 году Ллойд стал учителем биологии в колледже в Элизабеттаун в Кентукки, а в декабре того же года он стал преподавателем естественных наук в Нагпуре. Сегодня Ллойд живёт на ферме, он женат на Джесси Диане Брэкетт, и у них четверо детей.
В 2019 году Ллойд кратко вернулся в кино, сыграв эпизодическое камео в фильме «Доктор Сон», который является сиквелом «Сияния».